# NGC 1309
NGC 1309 是波江座的一個旋渦星系，距地球一億光年，由德國裔英國天文學家威廉·赫歇爾於1785年10月3日發現的。

## 超新星
2002年9月17日，日本長野縣八岳南麓天文台的串田麗樹與北京天文台的天文學家共同發現發現超新星SN 2002fk，但在2005年八月的哈勃太空望遠鏡拍攝的照片中已看不見。估計SN 2002fk在逐漸消逝之前最大亮度曾達到約13.0等。SN 2002fk的光譜沒有顯示任何氫、氦或碳的跡象；而是發現了離子化的鈣、矽、鐵和鎳。
2012年1月29日，SN 2012Z由布拉德·森科、李偉東和阿列克謝·菲利潘科使用卡茨曼自動成像望遠鏡聯合發現，是利克天文台超新星搜尋計畫的一部分 。科學家假設這是一顆Iax型超新星，可能留下了一顆殘留的殭屍恆星。2022年2月，一項新的觀測研究證實，這顆恆星在爆炸中倖存下來，甚至比爆炸前更明亮。